# Liste niederländischer Exonyme für deutsche Toponyme
In dieser Liste werden für deutsche Toponyme (das heißt Namen von Städten, Landschaften, Flüssen, Gebirgen usw. des deutschsprachigen Raumes) die niederländischen Entsprechungen angegeben.

## Belgien
| niederländisch          | deutsch                       | Bemerkung |
| ----------------------- | ----------------------------- | --------- |
| Duitstalige Gemeenschap | Deutschsprachige Gemeinschaft |           |
| Geul                    | Göhl                          |           |
| Herbestal               | Herbesthal                    |           |
| Hergenraat              | Hergenrath                    |           |
| Hertogenwoud            | Hertogenwald                  |           |
| Hoge Venen              | Hohes Venn                    |           |
| Land van Eupen          | Eupener Land                  |           |
| Montsen                 | Montzen                       |           |
| Oost-België             | Ostbelgien                    |           |
| Vesder                  | Weser                         |           |

## Deutschland
| niederländisch                                | deutsch                  | Bemerkung                                                                   |
| --------------------------------------------- | ------------------------ | --------------------------------------------------------------------------- |
| Aken                                          | Aachen                   |                                                                             |
| Aurik                                         | Aurich                   |                                                                             |
| Auwerk                                        | Aurich                   | geplante Ortsumbenennung im Falle einer Annexion nach dem Zweiten Weltkrieg |
| Beieren                                       | Bayern                   |                                                                             |
| Beierse Alpen                                 | Bayrische Alpen          |                                                                             |
| Beierse Hoogvlakte                            | Alpenvorland             |                                                                             |
| Beierse Woud                                  | Bayerischer Wald         |                                                                             |
| Bentem                                        | Bad Bentheim             | veraltet                                                                    |
| Berlijn                                       | Berlin                   |                                                                             |
| Bodenmeer                                     | Bodensee                 |                                                                             |
| Bocht van Helgoland                           | Helgoländer Bucht        |                                                                             |
| Bohemer Woud                                  | Böhmerwald               |                                                                             |
| Boven-Rijnse Laagvlakte                       | Oberrheinische Tiefebene |                                                                             |
| Breylen, Brijlen                              | Brilon                   |                                                                             |
| Bruggen                                       | Brüggen                  |                                                                             |
| Brunswijk                                     | Braunschweig             | historisch                                                                  |
| Duitsland                                     | Deutschland              |                                                                             |
| Dulken                                        | Dülken                   |                                                                             |
| Dusseldorp                                    | Düsseldorf               | veraltet                                                                    |
| Dortmund-Eemskanaal                           | Dortmund-Ems-Kanal       |                                                                             |
| Duitse Bocht                                  | Deutsche Bucht           |                                                                             |
| Eems                                          | Ems                      |                                                                             |
| Emmelkamp                                     | Emlichheim               | veraltet                                                                    |
| Emmerik                                       | Emmerich am Rhein        |                                                                             |
| Ertsgebergte                                  | Erzgebirge               |                                                                             |
| Femeren                                       | Fehmarn                  | veraltet                                                                    |
| Frankfort aan de Main, Frankfurt aan de Main  | Frankfurt am Main        | veralternd                                                                  |
| Frankfort aan de Oder, Frankfurt aan de Oder  | Frankfurt (Oder)         | veralternd                                                                  |
| Geelkerken                                    | Geilenkirchen            | veraltet                                                                    |
| Gelderen, Gelder, Gelre                       | Geldern                  | historisch (als Bezeichnung für die Stadt veralternd)                       |
| Gogh                                          | Goch                     | veraltet                                                                    |
| Grijpswolde                                   | Greifswald               | veraltet                                                                    |
| Gulik                                         | Jülich                   | historisch                                                                  |
| Hamelen                                       | Hameln                   |                                                                             |
| Herungen                                      | Herongen                 |                                                                             |
| Hoog Elten                                    | Hoch-Elten               | geplante Ortsumbenennung im Falle einer Annexion nach dem Zweiten Weltkrieg |
| Jemmingen                                     | Jemgum                   | veraltet                                                                    |
| Kaldenkerken                                  | Kaldenkirchen            | veraltet                                                                    |
| Keulen                                        | Köln                     |                                                                             |
| Kevelaar                                      | Kevelaer                 |                                                                             |
| Kleef                                         | Kleve                    |                                                                             |
| Lobberik                                      | Lobberich                |                                                                             |
| Maagdenburg                                   | Magdeburg                |                                                                             |
| Mecklenburg-Voor-Pommeren                     | Mecklenburg-Vorpommern   |                                                                             |
| Meurs                                         | Moers                    | historisch                                                                  |
| Moezel                                        | Mosel                    |                                                                             |
| Monniksglabbeek                               | Mönchengladbach          | veraltet                                                                    |
| Munster                                       | Münster                  | historisch (veralternd)                                                     |
| Neder-Benthem                                 | Bad Bentheim             | geplante Ortsumbenennung im Falle einer Annexion nach dem Zweiten Weltkrieg |
| Nederkruchten                                 | Niederkrüchten           |                                                                             |
| Nedersaksen                                   | Niedersachsen            |                                                                             |
| Neurenberg                                    | Nürnberg                 |                                                                             |
| Nieuwenhuis                                   | Neuenhaus                | veraltet                                                                    |
| Noordhoorn                                    | Nordhorn                 | veraltet                                                                    |
| Noord-Rijnland-Westfalen, Noordrijn-Westfalen | Nordrhein-Westfalen      |                                                                             |
| Oost-Friesland                                | Ostfriesland             |                                                                             |
| Osnabrugge                                    | Osnabrück                | veraltet                                                                    |
| Palts                                         | Pfalz                    |                                                                             |
| Pruisen                                       | Preußen                  |                                                                             |
| Rijn                                          | Rhein                    |                                                                             |
| Rijnberk                                      | Rheinberg                | veraltet                                                                    |
| Rijnland-Palts                                | Rheinland-Pfalz          |                                                                             |
| Roer                                          | Ruhr und Rur             |                                                                             |
| Roergebied, Ruhrgebied                        | Ruhrgebiet               |                                                                             |
| 's-Hertogenrade                               | Herzogenrath             | veraltet                                                                    |
| Saarbrugge                                    | Saarbrücken              | veraltet                                                                    |
| Saksen                                        | Sachsen                  |                                                                             |
| Saksen-Anhalt                                 | Sachsen-Anhalt           |                                                                             |
| Sleeswijk                                     | Schleswig                |                                                                             |
| Sleeswijk-Holstein                            | Schleswig-Holstein       |                                                                             |
| Spiers                                        | Speyer                   | historisch                                                                  |
| Steenvoorde                                   | Burgsteinfurt            | geplante Ortsumbenennung im Falle einer Annexion nach dem Zweiten Weltkrieg |
| Straalsond                                    | Stralsund                | veraltet                                                                    |
| Thüringer Woud                                | Thüringer Wald           |                                                                             |
| Tubbingen                                     | Tübingen                 | veraltet                                                                    |
| Tweebruggen                                   | Zweibrücken              | veraltet                                                                    |
| Ulsen                                         | Uelzen                   | veraltet                                                                    |
| Veldhuizen                                    | Veldhausen               | veraltet                                                                    |
| Voor-Pommeren                                 | Vorpommern               |                                                                             |
| Wees                                          | Weeze                    |                                                                             |
| Wezel                                         | Wesel                    |                                                                             |
| Wezer                                         | Weser                    |                                                                             |
| Wijler                                        | Wyler (Kranenburg)       |                                                                             |
| Zelfkant                                      | Selfkant                 | geplante Ortsumbenennung im Falle einer Annexion nach dem Zweiten Weltkrieg |
| Zijflik, Zifflik                              | Zyfflich                 |                                                                             |
| Zonsbeek, Sonsbeek                            | Sonsbeck                 |                                                                             |
| Zwaben                                        | Schwaben                 |                                                                             |
| Zwarte Woud                                   | Schwarzwald              |                                                                             |
| Zwilbroek                                     | Zwillbrock               |                                                                             |

## Ehemals deutsche Städte und Gebiete
| niederländisch               | deutsch                     | Bemerkung               |
| ---------------------------- | --------------------------- | ----------------------- |
| Dantzig, Danswijk            | Danzig                      | historisch              |
| Elzas                        | Elsass                      |                         |
| Galindië                     | Galinden                    |                         |
| Grensmark Posen-West-Pruisen | Grenzmark Posen-Westpreußen |                         |
| Kasjoebië                    | Kaschubei                   |                         |
| Koningsbergen                | Königsberg (Preußen)        | historisch              |
| Lotharingen                  | Lothringen                  |                         |
| Mariënburg                   | Marienburg                  | historisch (veralternd) |
| Mariënwerder                 | Marienwerder                | historisch (veralternd) |
| Mulhuizen                    | Mülhausen                   | veraltet                |
| Neder-Silezië                | Niederschlesien             |                         |
| Oost-Pruisen                 | Ostpreußen                  |                         |
| Opper-Silezië                | Oberschlesien               |                         |
| Pomesanië                    | Pomesanien                  |                         |
| Pommeren                     | Pommern                     |                         |
| Pogesanië                    | Pogesanien                  |                         |
| Pruisisch Eylau              | Preußisch Eylau             | historisch (veralternd) |
| Pruisisch Holland            | Preußisch Holland           | historisch (veralternd) |
| Silezië                      | Schlesien                   |                         |
| Straatsburg                  | Straßburg                   |                         |
| Tonderen                     | Tondern                     | veraltet                |
| West-Pruisen                 | Westpreußen                 |                         |

## Österreich
| niederländisch   | deutsch          | Bemerkung |
| ---------------- | ---------------- | --------- |
| Karinthië        | Kärnten          |           |
| Neder-Oostenrijk | Niederösterreich |           |
| Opper-Oostenrijk | Oberösterreich   |           |
| Oostenrijk       | Österreich       |           |
| Stiermarken      | Steiermark       |           |
| Tirool           | Tirol            | veraltet  |
| Weense Woud      | Wienerwald       |           |
| Wenen            | Wien             |           |

## Schweiz
| niederländisch                          | deutsch            | Bemerkung                                                |
| --------------------------------------- | ------------------ | -------------------------------------------------------- |
| Bazel                                   | Basel              |                                                          |
| Grauwbunderland                         | Graubünden         | veraltet                                                 |
| Vierwoudstrekenmeer, Vierwoudstedenmeer | Vierwaldstättersee | Vierwoudstedenmeer ist eigentlich ein Übersetzungsfehler |
| Zwitserland                             | Schweiz            |                                                          |